# آکیرا اوزاکا
آکیرا اوزاکا (ژاپنی: 大迫 暁؛ زادهٔ ۲۶ نوامبر ۱۹۹۷) یک بازیکن فوتبال اهل ژاپن است.
از باشگاه‌هایی که در آن بازی کرده‌است می‌توان به باشگاه فوتبال آزول کلارو نومازو اشاره کرد.